# داهوییه
داهوییه، روستایی از توابع بخش مرکزی شهرستان زرند در استان کرمان ایران است
اتفاقات این روستا: در تاریخ 83/12/3 ساعت 5:55 زلزله ای به بزرگی 6/8 ریشتر روستای داهوییه و سایر روستا ها و شهر های مجاور مثل زرند،اسلام آباد،گیسک و... را لرزاند و کشته های زیادی داد
آمار کشتگان زلزله سال 83 روستای داهوییه 159 نفر بوده است.
دوباره در تاریخ 94/05/8 در اثر بارندگی زیاد در کوهستان های اطراف روستا سیل بزرگی وارد روستا شد ولی خوشبختانه وارد منطقه مسکونی روستا نشد و فقط خساراتی به دام ها و و زمین های کشاورزی و باغ ها وارد کرد.
نام خانوادگی اکثر اهالی روستا عرب پور می باشد، البته نام های خانوادگی باقری،مهدوی،عبدالعلی زاده و اکبری نیز  در این روستا وجود دارد که اصیل هستند. 
از ریشه نژادی و تاریخی اهالی روستا اطلاعات موثقی در دسترس نیست اما در برخی از منابع اینگونه قید شده که در سده های گذشته افرادی از قوم عرب خرمشهر به استان فارس و سپس به این منطقه کوچ کرده اند و نهایتا این روستا را تشکیل داده اند.
آب و هوای این روستا خنک و کوهستانی میباشد.
در گذشته به دلیل هم مرزی با مناطق کویری یکی از شاه راههای اصلی قاچاق مواد مخدر بوده است اما در حال حاضر امنیت کامل برقرار میباشد و یکی از مناطق تفریحی به شمار میرود.

## جمعیت
- «نتایج سرشماری عمومی نفوس و مسکن ۱۳۸۵». درگاه ملی آمار ایران. بایگانی‌شده از اصلی در ۱ ژانویه ۲۰۱۳. دریافت‌شده در ۱ ژانویه ۲۰۱۳.